# Березовка (Акмолинская область)
Березовка (каз. Березовка) — упраздненное село в Сандыктауском районе Акмолинской области Казахстана. Код КАТО — 116443105.

## География
Село располагалось в западной части района, в 47 км на запад от центра района села Балкашино, в 12 км на юго-запад от центра сельского округа села Приозёрное.

## История
В 2009 г. переведено в категорию иных поселений, включено в состав села Приозёрное. 

## Население
В 1989 году население села составляло 331 человек (из них русских 50%).
В 1999 году население села составляло 171 человек (73 мужчины и 98 женщин). По данным переписи 2009 года, в селе проживало 20 человек (9 мужчин и 11 женщин).
| Численность населения | Численность населения | Численность населения |
| 1989                  | 1999                  | 2009                  |
| --------------------- | --------------------- | --------------------- |
| 331                   | ↘171                  | ↘20                   |